# Taufaʻahau Tupou IV
Taufaʻahau Tupou IV (ur. 4 lipca 1918 w Nukuʻalofa, zm. 10 września 2006 w Auckland) – król Tonga od 1965 do 2006 roku. Przed wstąpieniem na tron znany jako książę Siaosi Taufaʻahau Tupoulani.
Urodzony w pałacu królewskim w Nukuʻalofie. Studiował prawo na Uniwersytecie w Sydney w Australii. W młodości cieszył się uznaniem jako sportowiec i kaznodzieja religijny. W 1943 mianowany przez matkę, królową Salote Tupou III ministrem edukacji, a w 1944 – ministrem zdrowia. Od 1949 piastował urząd premiera. Po śmierci matki w 1965 wstąpił na tron. Został koronowany 4 lipca 1967 roku. Znany ze swej otyłości, w 1976 został wpisany do Księgi Rekordów Guinnessa jako najcięższy monarcha świata, zyskał przydomek ,,Big banana ".

## Odznaczenia[4]
- Order Korony Tonga
- Krzyż Wielki Orderu Tahiti Nui (Polinezja Francuska)
- Stopień Specjalny Krzyża Wielkiego Orderu Zasługi Republiki Federalnej Niemiec
- Wielka Wstęga Orderu Lśniącego Jadeitu (Republika Chińska)
- Honorowy Rycerz Krzyża Wielkiego Orderu św. Michała i św. Jerzego (Wielka Brytania)
- Honorowy Rycerz Krzyża Wielkiego Królewskiego Orderu Wiktoriańskiego (Wielka Brytania)
- Honorowy Rycerz Krzyża Wielkiego Orderu Imperium Brytyjskiego
- Medal Srebrnego Jubileuszu królowej Elżbiety II (Wielka Brytania)